# 2011-es GP Ouest France–Plouay
A 2011-es GP Ouest France–Plouay az 1931 óta megkezdett sorozatban a 75. kerékpárveseny volt, melyet 2011. augusztus 28-án rendeztek meg. A verseny része a 2011-es UCI World Tour-nak. Elsőként Grega Bole haladt át a célvonalon, őt követte Simon Gerrans és Thomas Voeckler.

## Csapatok
A 18 World Tour csapaton kívül 6 csapat kapott szabadkártyát, így alakult ki a 24 csapatos mezőny.
ProTour csapatok:
 AG2R La Mondiale ·   Astana ·   Movistar ·   Euskaltel–Euskadi ·   Garmin–Cervelo ·   Lampre–ISD ·   Liquigas–Cannondale ·   Omega Pharma–Lotto ·   Quick Step ·   Rabobank ·   HTC-Highroad ·   Katyusa ·   BMC Racing Team ·   Saxo Bank SunGard ·   Sky Procycling ·  Team Leopard-Trek ·  Team RadioShack ·  Vacansoleil
Profi kontinentális csapatok:
 FDJ ·   Bretagne-Schuller ·   Cofidis ·   Team Europcar ·   Saur-Sojasun ·   Skil-Shimano

## Végeredmény
|    | Versenyző                | Csapat            | Idő                 |
| -- | ------------------------ | ----------------- | ------------------- |
| 1  | Grega Bole (SLO)         | Lampre-ISD        | 6:32:40             |
| 2  | Simon Gerrans (AUS)      | Sky Procycling    | 6:32:40 (+00:00:00) |
| 3  | Thomas Voeckler (FRA)    | Team Europcar     | 6:32:40 (+00:00:00) |
| 4  | Thor Hushovd (NOR)       | Garmin-Cervelo    | 6:32:40 (+00:00:00) |
| 5  | Giacomo Niccolo (ITA)    | Team Leopard-Trek | 6:32:40 (+00:00:00) |
| 6  | Arnaud Gérard (FRA)      | FDJ               | 6:32:40 (+00:00:00) |
| 7  | José Joaquín Rojas (ESP) | Movistar Team     | 6:32:40 (+00:00:00) |
| 8  | Fumiyuki Beppu (JPN)     | Team RadioShack   | 6:32:40 (+00:00:00) |
| 9  | Julien Simon (FRA)       | Saur-Sojasun      | 6:32:40 (+00:00:00) |
| 10 | Yoann Offredo (FRA)      | FDJ               | 6:32:40 (+00:00:00) |

## Külső hivatkozások
- Hivatalos honlap